# Mabel Matiz
Mabel Matiz, pseudonimo di Fatih Karaca (Tömük, 31 agosto 1985), è un cantante turco.

## Biografia
Mabel Matiz, laureatosi in odontoiatria, ha intrapreso la propria carriera musicale a partire dagli anni dieci, pubblicando diversi album in studio che sono stati accolti sia dalla critica che commercialmente. Nel luglio 2020 ha ricevuto due Altın Kelebek Ödülleri, uno per se stesso e uno per il video di Mendilimde kırmızı var.
Antidepresan (2022), in collaborazione con Mert Demir, ha trascorso undici settimane non consecutive in cima alla Turkey Songs. Nel luglio 2023 viene pubblicato il quinto LP, intitolato Fatih; il disco è stato promosso da Karakol, prima top ten del cantante nella hit parade turca, Aferin e Fan, rispettivamente quarto e quinto ingresso dell'artista nella top 20 turca.
Nel maggio 2024 è ritornato sulle scene musicali col brano Kömür, il quarto a fare l'ingresso all'interno dei primi dieci posti della classifica turca di Billboard. È stato in seguito impegnato con una tournée musicale.

## Discografia

### Album in studio
- 2011 – Mabel Matiz
- 2012 – Yaşım çocuk
- 2015 – Gök nerede
- 2018 – Maya
- 2023 – Fatih
- 2025 – Aklıselim

### Album dal vivo
- 2024 – Dudaklarımdan yıllarca düşmeyecek

### Singoli
- 2014 – Alaimisema
- 2016 – Mavi (con Ah! Kosmos)
- 2016 – Fena halde
- 2017 – Ya bu işler ne
- 2018 – Öyle kolaysa
- 2019 – Gözlerine
- 2020 – Toy
- 2021 – Kahrettim
- 2022 – Hanfendi
- 2022 – Nerelere gideyim
- 2022 – Kavşaklar
- 2022 – Karakol
- 2022 – Fan
- 2022 – Antidepresan (con Mert Demir)
- 2023 – Aferin
- 2023 – Uçkun (con Hello Psychaleppo)
- 2024 – Ahu
- 2024 – Kömür
- 2024 – Sen benim şarkılarımsın
- 2025 – Gök mavi
- 2025 – Kayboldum masalında (con Aleyna Tilki)